# Cephalanthera falcata
Cephalanthera falcata es una especie de orquídea de hábitos terrestres. Es nativa de Japón.

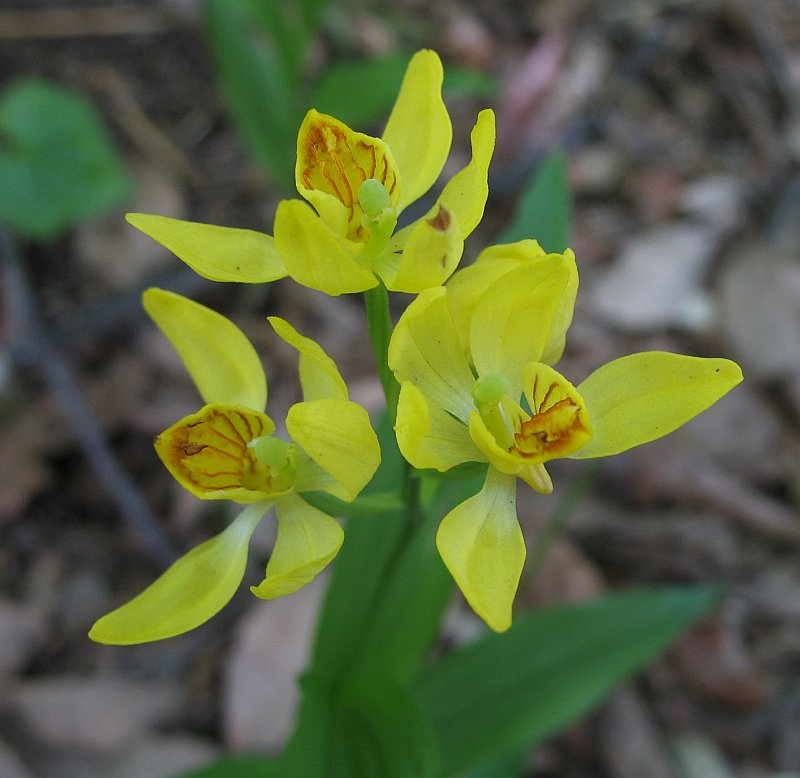
Flores

## Distribución
Se distribuye por Japón, Corea y China.

## Características
Es una planta con hojas ovales de 3 cm, con una inflorescencias de 3 a 5 flores de color blanco-crema y olorosas. Es posible su confusión con Cephalanthera longifolia la cual tiene las flores más blancas y más pequeñas.

## Taxonomía
Cephalanthera austiniae fue descrita por (Thunb.) Blume y publicado en Flora Javae 187, pl. 68, f. 1. 1858.
Etimología
Ver: Cephalanthera
falcata: epíteto latino que significa "con forma de hoz".
Sinonimia
- Serapias falcata Thunb. in J.A.Murray, Syst. Veg. ed. 14: 816 (1784).
- Cymbidium falcatum (Thunb.) Sw., J. Bot. (Schrader) 2: 226 (1799).
- Epipactis falcata (Thunb.) Sw., Neues J. Bot. 1: 66 (1805).
- Pelexia falcata (Thunb.) Spreng., Syst. Veg. 3: 704 (1826).
- Limodorum falcatum (Thunb.) Kuntze, Revis. Gen. Pl. 2: 671 (1891), nom. illeg.
- Pelexia japonica Spreng., Syst. Veg. 3: 704 (1826).
- Cephalanthera platycheila Rchb.f., Bot. Zeitung (Berlín) 3: 335 (1845).
- Cephalanthera japonica A.Gray in M.C.Perry, Narr. Exped. Japan 2: 319 (1857).[3]
- Cephalanthera bijiangensis S.C.Chen, Acta Phytotax. Sin. 25(6): 472 (1987).